# Kolonie Hegemannshof

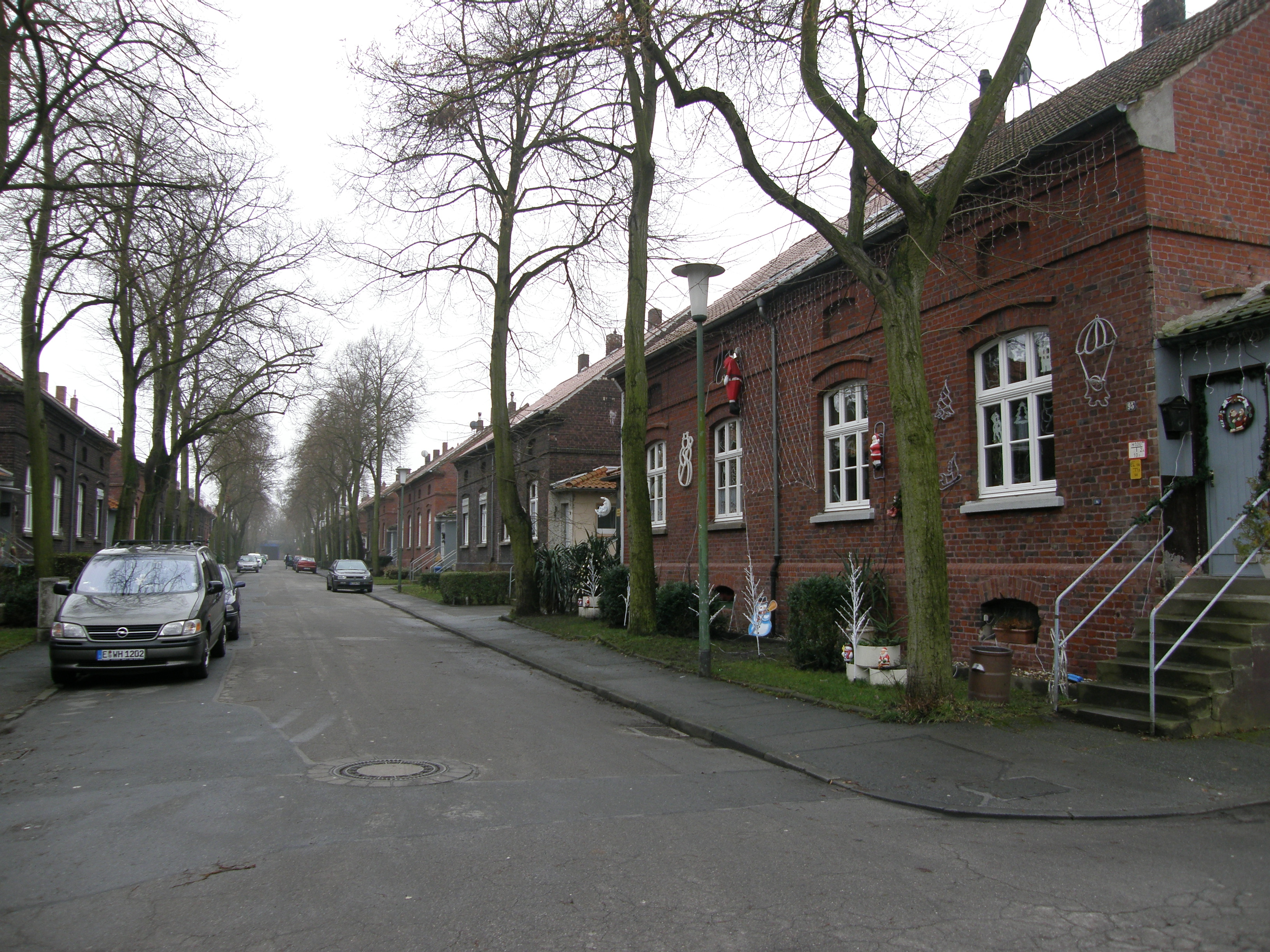
Meerbruchstraße zur Weihnachtszeit

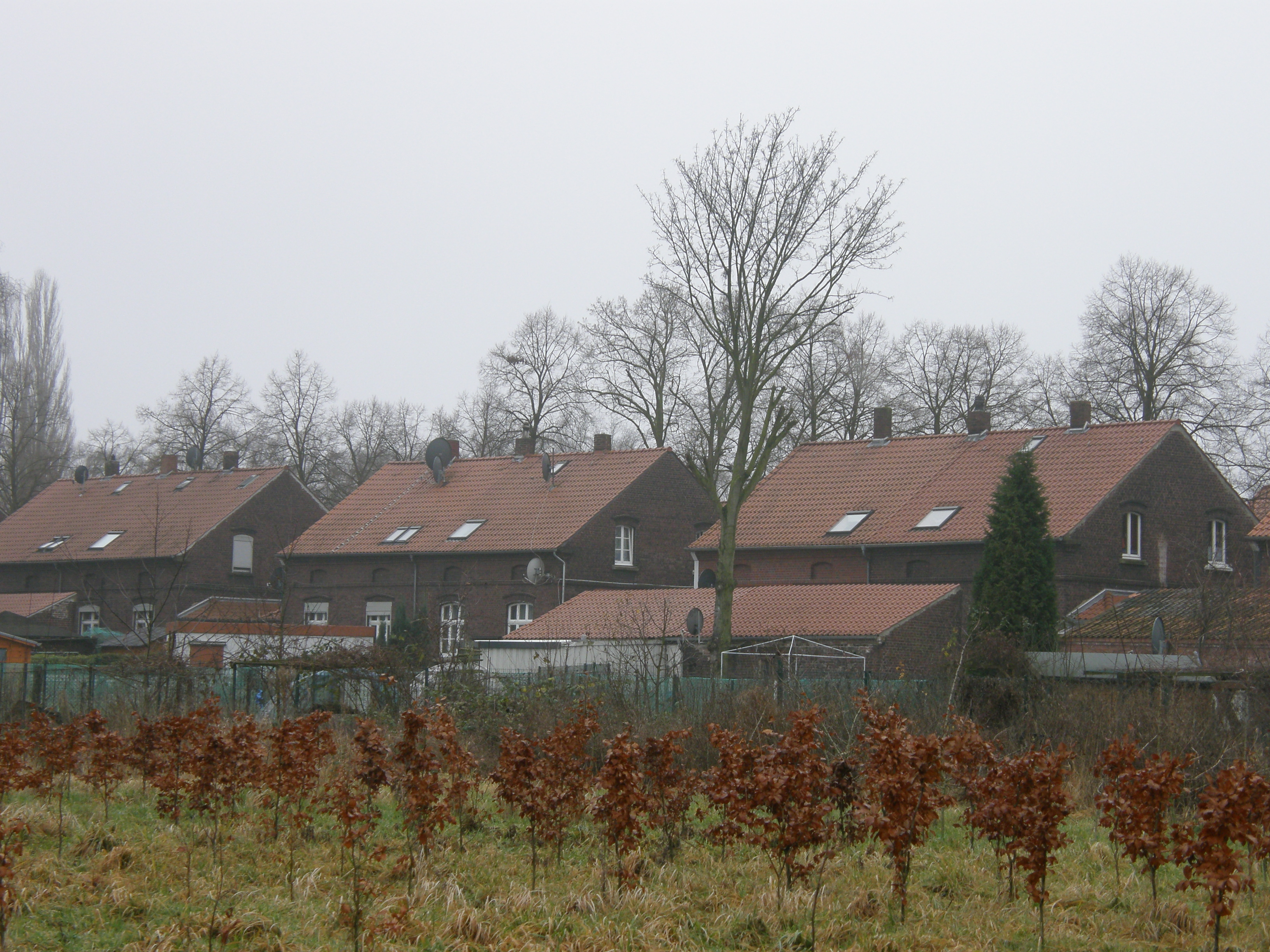
Häuserreihe von hinten

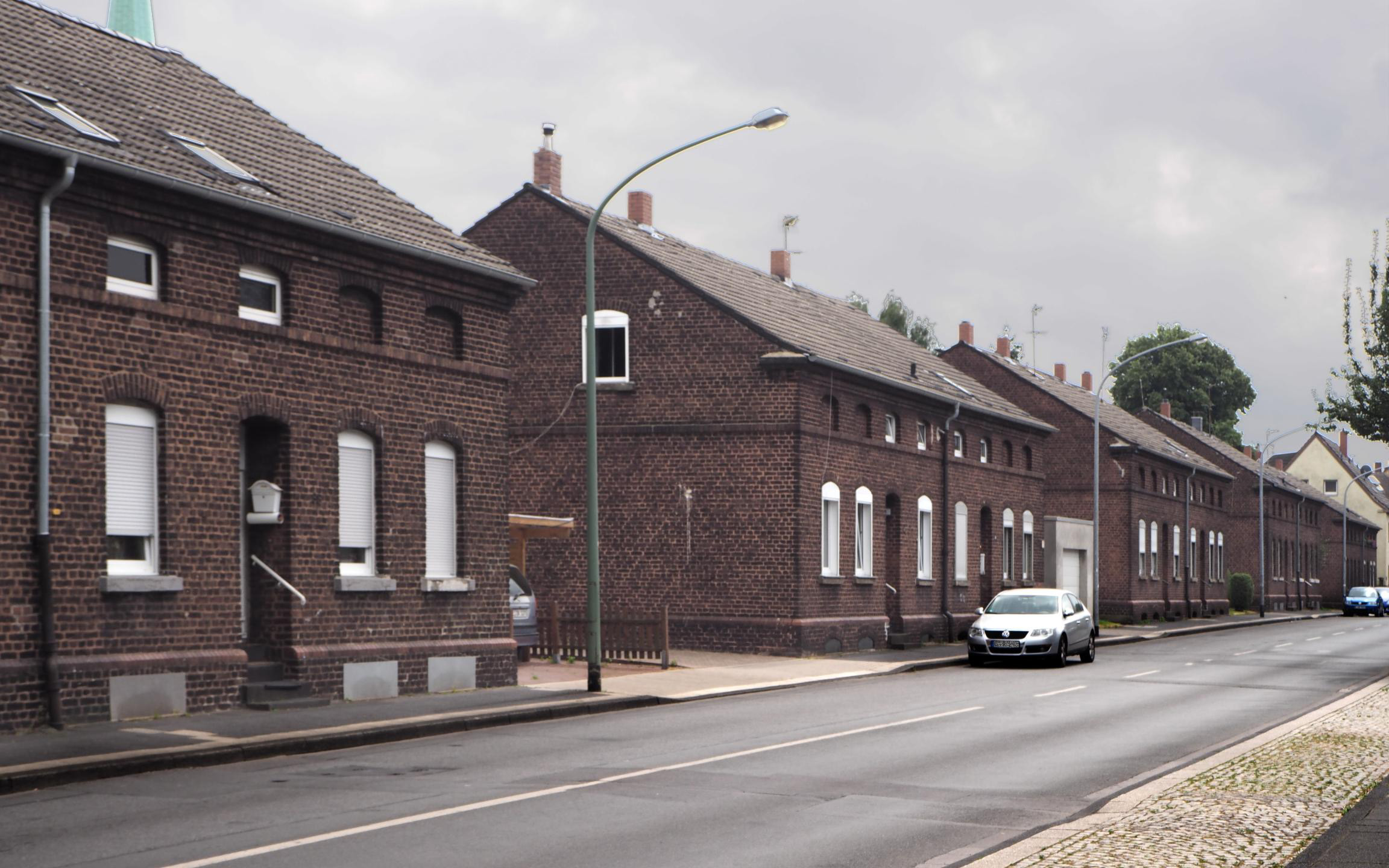
Häuserreihe an der Viktoriastraße

Die Kolonie Hegemannshof ist die erste Zechenkolonie im Essener Stadtteil Katernberg. 

## Geschichte
Die Kolonie ist benannt nach dem Bauernhof, den Franz Haniel 1856 zusammen mit den umliegenden knapp 200 Morgen Land gekauft hatte, um darauf Wohnungen für seine Belegschaft zu bauen. Bereits 1860 gab es an der Viktoriastraße erste Bauten. Straßenzug um Straßenzug entstanden neue Häuser, konnten aber letztendlich nicht mit den anwachsenden Beschäftigungszahlen mithalten.
Zwischen 1890 und 1895 entstand nach den Plänen des Ingenieurs Dreyer und des Architekten Stolze aus dem Baubüro der Zeche Zollverein die schnurgerade Häuserzeile entlang der Meerbruchstraße, die heute noch den besten Eindruck von der damaligen Siedlung vermittelt. Fünfzig Häuser gleicher Bauart und Gestaltung reihen sich bis zum Wendehammer der Sackgasse, nur unterbrochen von einer Bahnlinie und der später gebauten Zollvereinstraße. 
Jedes Haus besteht aus vier Wohneinheiten mit eigenem Eingang, Keller und Zimmern im Erd- und sogenannten Mezzaningeschoss. Die getrennten Eingänge sollten Streitigkeiten zwischen den Mietparteien verhindern, die Geschossaufteilung ein ungestörtes Familienleben neben der Nachtruhe für den schichtarbeitenden Bergmann gewährleisten. Dazu war der Kreuzgrundrisstyp in Backsteinbauweise kostengünstig zu bauen. Die Wohnungen hatten normalerweise 60 Quadratmeter Wohnfläche, für besonders kinderreiche Familien gab es auch Ausführungen mit 70 Quadratmetern. 
Vor dem Haus ist ein kleiner Vorgarten mit altem, alleeartigem Baumbestand, hinter der Häuserzeile kleine Wirtschaftsgebäude und die typischen Gärten zur Eigenversorgung, einschließlich Stall zur Haltung von Ziegen oder Schweinen. Teilweise wurden diese Gärten inzwischen durch eine Bebauung in zweiter Reihe abgelöst.
Weitere Kolonien sind der Ottekampshof und die Kolonie Zollverein III.